# Asura gaudens
Asura gaudens är en fjärilsart som beskrevs av Walker 1854. Asura gaudens ingår i släktet Asura och familjen björnspinnare. Inga underarter finns listade i Catalogue of Life.